# Kościół św. Józefa Oblubieńca w Kopaczowie
Kościół św. Józefa Oblubieńca w Kopaczowie – zabytkowy kościół w miejscowości Kopaczów.
Pierwotnie gotycki kościół ewangelicki, obecnie filialny  parafii w Porajowie, rzym.-kat., przebudowany w XVIII w. Na osi kościoła wieża przy dole zbudowana na planie kwadratu z głównym wejściem w kamiennym portalu zwieńczonym kartuszem z herbem. Przy kościele cmentarz ewangelicki, obecnie rzym.-kat..

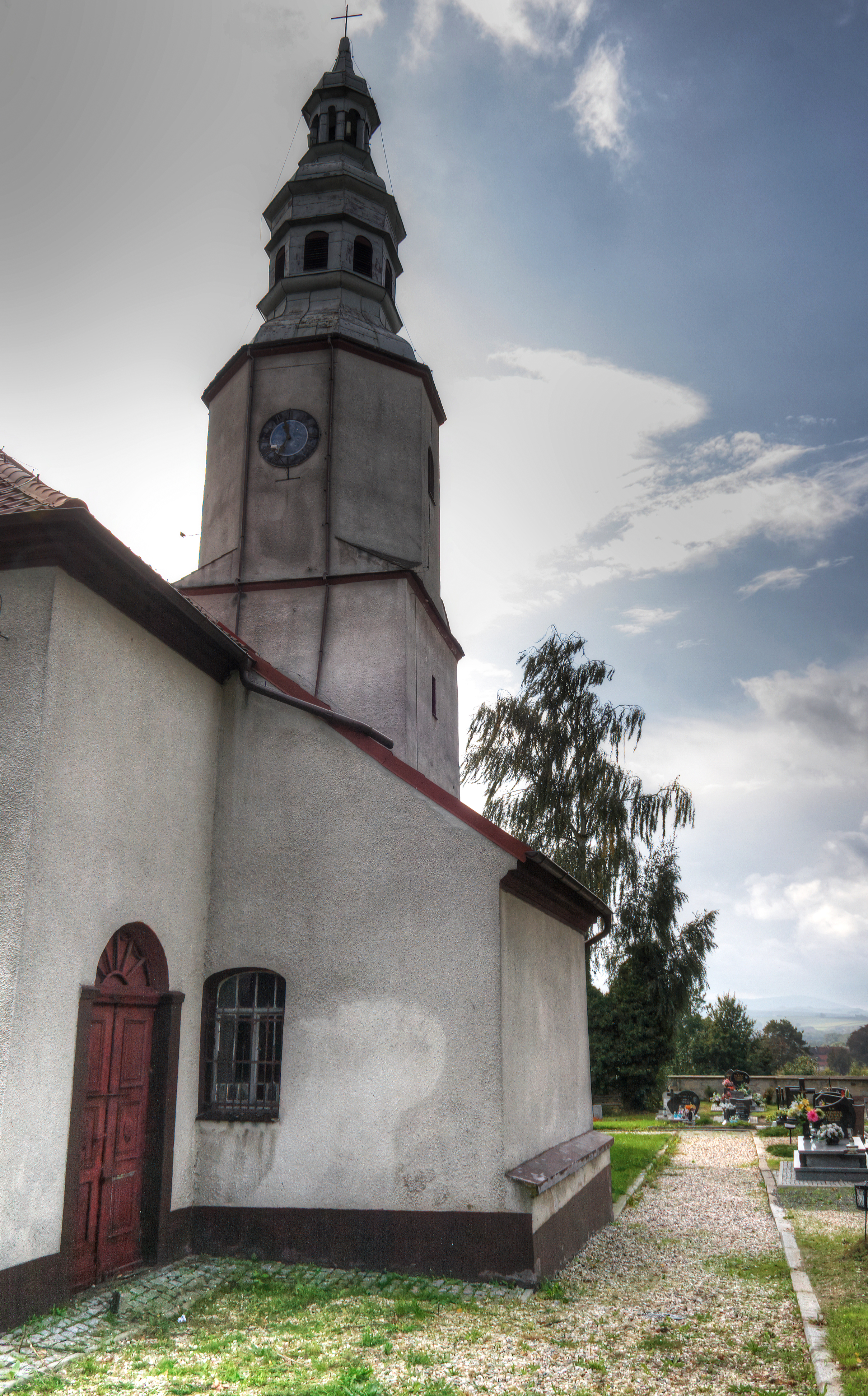
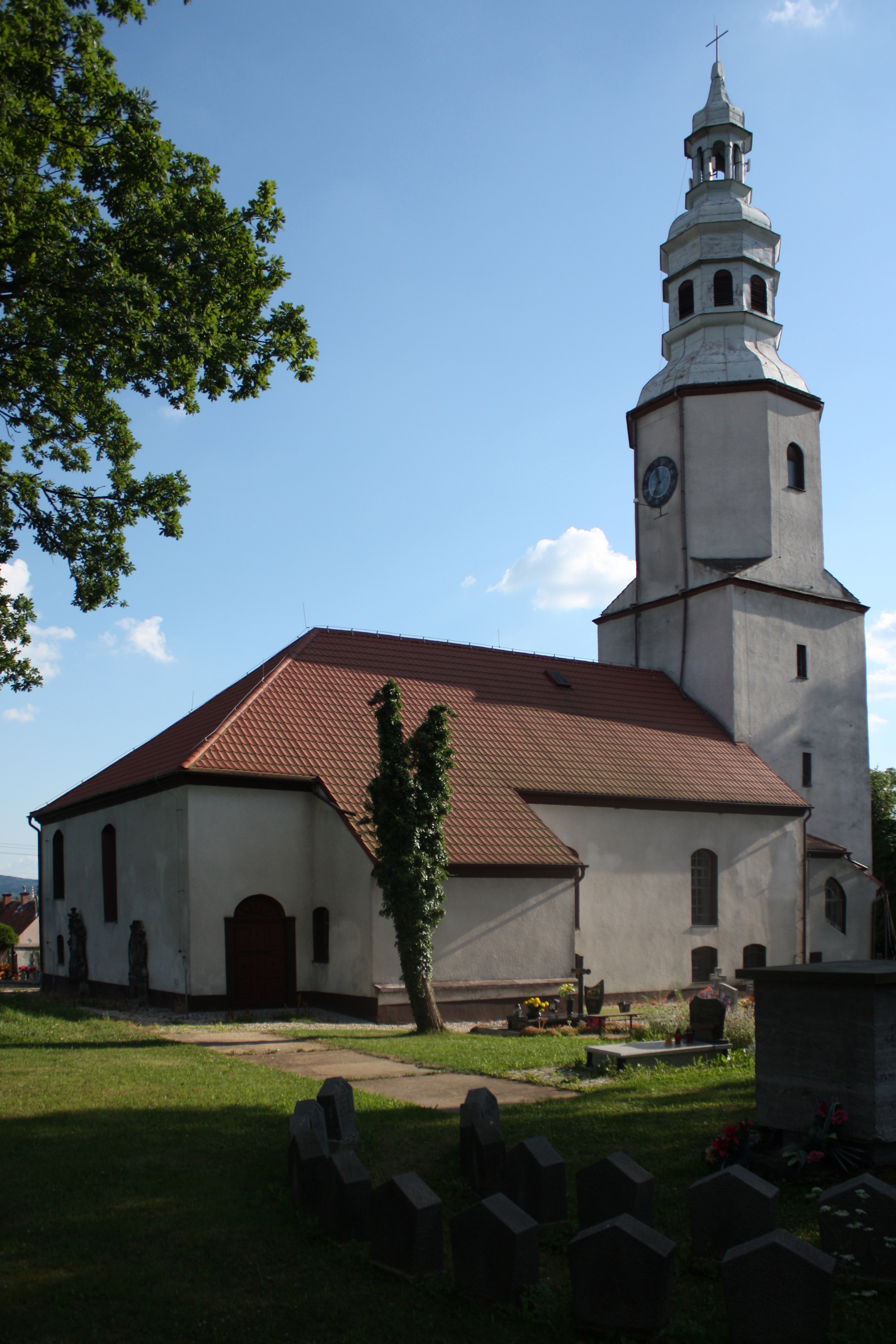